# Matthew Hayden
Pour les articles homonymes, voir Hayden.
Matthew Lawrence Hayden est un joueur de cricket international australien né le 29 octobre 1971 à Kingaroy dans le Queensland. Après avoir débuté avec l'équipe de cet état en 1991, il est sélectionné pour la première fois avec l'équipe d'Australie en 1993 en One-day International puis en Test cricket l'année suivante. Il forme à partir de 2000 un duo d’opening batsmen prolifique avec Justin Langer. Il détient un temps le record du monde du nombre de runs marqués en une seule manche en test-match, avec un score de 380 runs établi en 2003. Il se retire du cricket international début 2009, après avoir notammé remporté la Coupe du monde en 2003 et en 2007.

## Bilan sportif

### Principales équipes
|                     | Test                  | ODI                   | Twenty20    |
| ------------------- | --------------------- | --------------------- | ----------- |
| Australie           | 1994 - 2009           | 1993 - 2008           | 2005 - 2007 |
| ICC World XI        |                       | 2005                  |             |
|                     | First-class           | List A                | Twenty20    |
| Queensland          | 1991-1992 - 2007-2008 | 1991-1992 - 2007-2008 |             |
| Hampshire           | 1997                  | 1997                  |             |
| Northamptonshire    | 1999 - 2000           | 1999 - 2000           |             |
| Chennai Super Kings |                       |                       | 2008 -      |

## Honneurs
- Médaille Allan Border en 2002.
- Joueur australien de Test cricket de l'année en 2002.
- Un des cinq Wisden Cricketers of the Year de l'année 2003.
- Joueur australien de One-day International de l'année en 2008.